# Тальєрес (Кордова)
«Клуб Атлетіко Тальєрес» або просто «Тальєрес» (ісп. Club Atlético Talleres) — професіональний аргентинський футбольний клуб з міста Кордова. Клуб відомий, переважно, завдяки своїй футбольній команді, яка виступає в Прімера Дивізіоні. Найприциповіший суперник «Тальєрес» — «Белграно», матчі за участю вище вказаних команд відомі під назвою «Классико Кордови».
У клубі функціонує також аматорська команда з хокею на траві, яка виступає в змаганнях під егідою Федерації з хокею на траві Кордови.

## Досягнення
- Кубок Ермандад
  -  Володар (1): 1977

- Прімера Б Насьональ
  -  Чемпіон (3): 1996, 1997/98, 2016

- Торнео Федераль А
  -  Чемпіон (2): 2012/13, 2015

- Кубок КОНМЕБОЛ
  -  Володар (1): 1999

- Чемпіонат Кордови з футболу
  -  Чемпіон (27): 1915, 1916, 1918, 1921, 1922, 1923, 1924, 1934, 1938, 1939, 1941, 1944, 1945, 1948, 1949, 1951, 1953, 1958, 1960, 1963, 1969, 1974, 1975, 1976, 1977, 1978, 1979

## Відомі гравці
До списку потрапили футболісти, про яких є стаття в українській вікіпедії
- Серхіо Омар Альмірон
- Ектор Балей
- Анхель Боссіо
- Хосе Даніель Валенсія
- Луїс Гальван
- Оскар Альберто Дертисія
- Естебан Хосе Еррера
- Фабіан Канселарич
- / Вісенте Кантаторе
- Анхель Коміццо
- Хосе Луїс Кучуффо
- Гонсало Мароні
- Рамон Медіна Бельйо
- Факундо Медіна
- Крістіан Муньйос
- Мігель Ов'єдо
- Вікторіо Оканьйо
- Крістіан Павон
- Хав'єр Пасторе
- Дієго Посо
- Катріель Санчес
- Хосе Серрісуела
- Альберто Тарантіні
- Марко Торсільєрі
- Марсело Троббіані
- Хосе ван Туйне
- Віктор Феррейра
- Каталіно Ріварола
- Рубен Руїс Діас
- Ентоні Сільва
- Маурісіо Серна

## Відомі тренери
До списку потрапили тренери, про яких є стаття в українській вікіпедії
- Альфіо Басіле
- Серхіо Батіста
- Рікардо Гарека
- Анхель Коміццо
- Анхель Амадео Лабруна
- Едуардо Лухан Манера
- Хосе Омар Пасторіса
- Адольфо Педернера
- Луїс Кубілья